# Żółtaczka jąder podkorowych
Żółtaczka jąder podkorowych (łac. kernicterus, nazywana też encefalopatią bilirubinową) – choroba spowodowana uszkodzeniem jąder podstawnych i móżdżku wywołanym bilirubiną (która w nieznany sposób działa neurotoksycznie) w przebiegu ciężkiej żółtaczki u noworodka. Choroba ta może prowadzić do niepełnosprawności intelektualnej, padaczki, porażenia mózgowego i niedosłuchu czuciowo-nerwowego, a w niektórych przypadkach także do śmierci
Leczenie polega głównie na zmniejszaniu stężenia bilirubiny we krwi i obejmuje fototerapię oraz transfuzję wymienną. Rokowanie często jest złe.